# Prostorový index
Prostorový index je speciálním typem indexu, který slouží k indexaci prostorových dat. Kromě běžných funkcí, jako je optimalizace vyhledávání aj., slouží též k optimalizaci operace prostorového spojení.

## Typy prostorových indexů
Prostorové indexy lze dělit na dva základní typy podle způsobu práce s výchozím prostorem P, ve kterém se nacházejí indexované objekty:
- transformační přístup
  - snížení dimenze
  - zvýšení dimenze
- rozdělení na podprostory
  - nepřekrývající se oblasti
  - pokrývající oblasti

Typickým zástupcem transformačního přístupu je linearizace, při které dojde ke snížení dimenze prostoru na 1. Mezi indexační struktury, které rozdělují prostor na podprostory, patří zejména dlaždicový index, a dále různé stromové struktury, např. k-d-stromy, čtyřstromy, R-stromy a jejich modifikace.